# Salvatore Nocita
Salvatore Nocita (Arcisate, 30 luglio 1934) è un regista e sceneggiatore italiano.

## Biografia
Ha prestato la sua opera presso la Rai in qualità di collaboratore alle trasmissioni di informazione come Almanacco, Cordialmente e TV7, e realizzato una serie di inchieste televisive anche di carattere internazionale. Dal 1969 si è occupato di produzione di fiction, come sceneggiatore e regista, e poi anche come produttore. Ha realizzato 21 opere fra film per la televisione, miniserie e serie televisive.
Ha esteso poi la sua attività alla realizzazione di prodotti multimediali collaborando alla produzione di CD-Rom di vari generi. Nel 1998 ha realizzato un audiovisivo, su incarico dalla Giunta Regionale, dal titolo Così lontani, così vicini, sul tema immigrazione e integrazione.

## Filmografia

### Regista
- Paese di mare  – film TV (1972)
- I Nicotera – miniserie TV (1972)
- Gamma – miniserie TV (1975)
- Dimenticare Lisa – miniserie TV in 3 puntate, trasmesso dal 9 al 23 ottobre 1976.
- Ligabue – miniserie TV (1977)
- La commediante veneziana, dal romanzo di Raffaele Calzini, sceneggiatura di Fabio Pittorru – miniserie TV in 5 puntate, trasmessa dal 15 aprile al 13 maggio 1979.[1]
- Arabella – miniserie TV (1980)
- Storia di Anna – miniserie TV (1981)
- Tre anni dal racconto omonimo di Anton Čechov, sceneggiatura di Gianfranco Calligarich e Salvatore Nocita – miniserie TV in 4 puntate, trasmesso dal 30 gennaio al 20 febbraio 1983.[2]
- Piccolo mondo antico – miniserie TV (1983)
- Un delitto – film TV (1984)
- Giorno dopo giorno – miniserie TV (1985)
- Olga e i suoi figli – miniserie TV (1985)
- I promessi sposi – miniserie TV (1989)
- Giovanni XXIII. Il pensiero e la memoria – documentario (2008)
- Antonio Ligabue: fiction e realtà – documentario (2009)
- Leonardo chi? – documentario (2010)
- La strada di Paolo (2011)